# Gmina Korytnica
Die Gmina Korytnica ist eine Landgemeinde im Powiat Węgrowski der Woiwodschaft Masowien in Polen. Sie hat etwa 6100 Einwohner und ihr Sitz ist das gleichnamige Dorf mit 635 Einwohnern (2021).

## Geographie

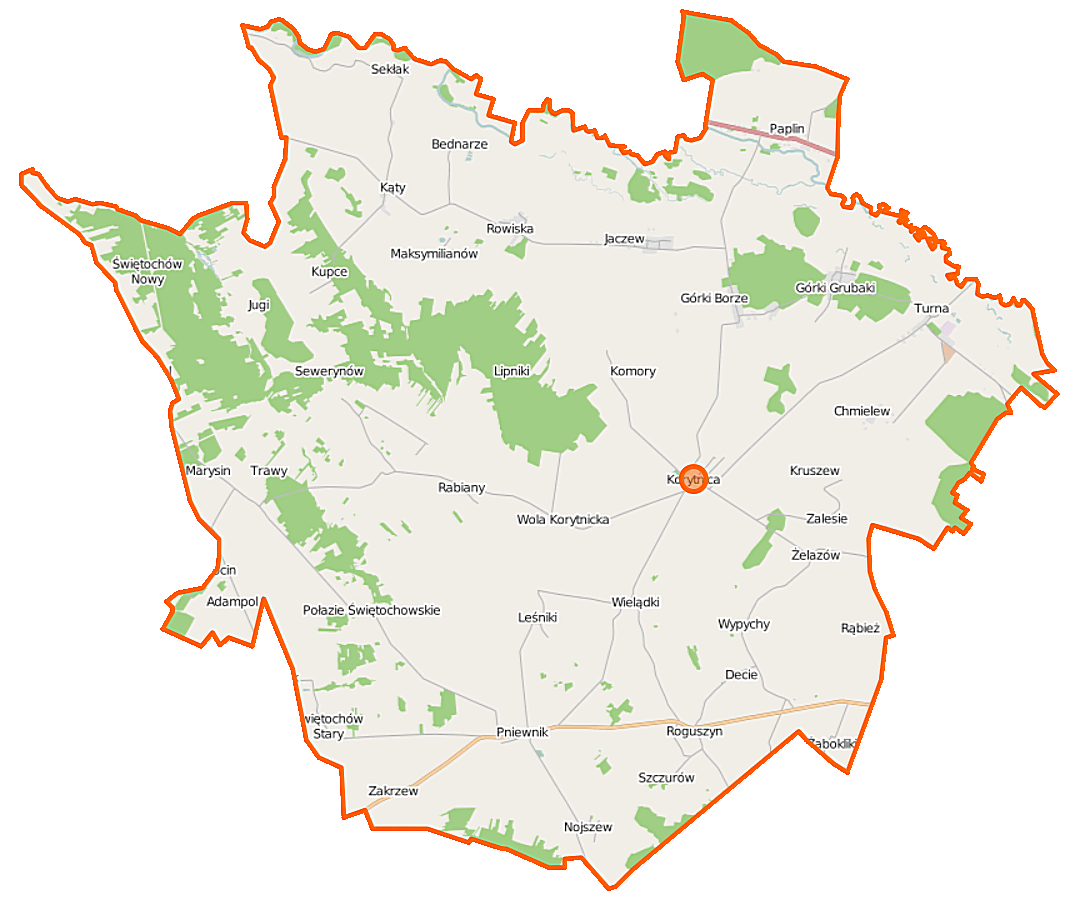
Karte der Landgemeinde

Die Gemeinde liegt im Osten der Woiwodschaft. Warschau liegt sechzig Kilometer südwestlich, Siedlce etwa fünfzig Kilometer südöstlich. Die Stadt Węgrów, Sitz des Powiats, liegt acht Kilometer östlich. Die Nachbargemeinden sind im Powiat Węgrowski Łochów und Stoczek im Norden, Liw im Osten, Wierzbno im Südosten, im Powiat Miński Dobre im Südwesten, im Powiat Wołomiński Strachówka im Westen sowie Jadów im Nordwesten.

## Verwaltungsgeschichte
Eine Landgemeinde Korytnica bestand im russisch kontrollierten Weichselland. Im Jahr 1954 wurde die Landgemeinde in Gromadas aufgelöst, aber 1973 wieder gebildet. Im Jahr 1975 wurde der Powiat aufgelöst und die Landgemeinde kam von der Woiwodschaft Warschau zur Woiwodschaft Siedlce. Zum 1. Januar 1999 kam die Gemeinde wieder zum Powiat Węgrowski und zur Woiwodschaft Masowien.

## Gliederung
Zur Landgemeinde (gmina wiejska) Korytnica gehören folgende 41 Dörfer mit Schulzenämtern (sołectwa):
Adampol
Bednarze
Chmielew
Czaple
Dąbrowa
Decie
Górki Borze
Górki-Grubaki
Górki Średnie
Jaczew
Jugi
Kąty
Komory
Korytnica
Kruszew
Kupce
Leśniki
Lipniki
Maksymilianów
Nojszew
Nowy Świętochów
Paplin
Pniewnik
Połazie Świętochowskie
Rabiany
Rąbież
Roguszyn
Rowiska
Sekłak
Sewerynów
Stary Świętochów
Szczurów
Trawy
Turna
Wielądki
Wola Korytnicka
Wypychy
Zakrzew
Zalesie
Żabokliki
Żelazów
Zwei kleinere Orte der Gemeinde ohne Schulzenamt sind die Weiler Kietlanka und Leśniczówka Turna.

## Denkmalgeschützte Sehenswürdigkeit

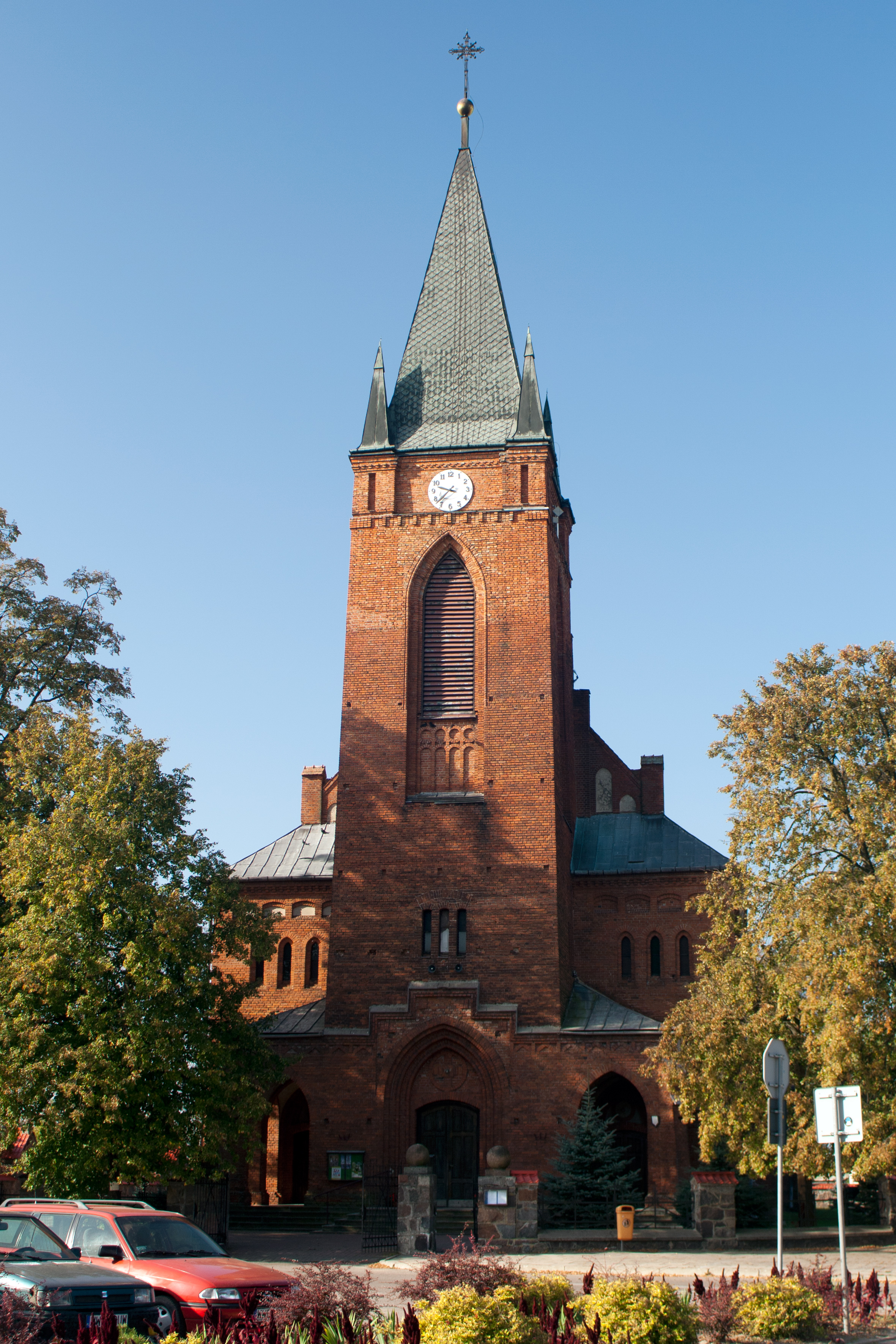
Pfarrkirche in Pniewnik

Die neugotische Pfarrkirche von Pniewnik wurde von 1912 bis 1913 errichtet.

## Verkehr
Der Norden der Gemeinde und der Ort Paplin werden von der Landesstraße DK62 berührt. Sie verbindet Strzelno mit Siemiatycze. Die Woiwodschaftsstraße DW637 führt von Warschau durch den Süden der Landgemeinde in die Kreisstadt Węgrów.
Der nächste internationale Flughafen ist Warschau.